# Jadrolinija

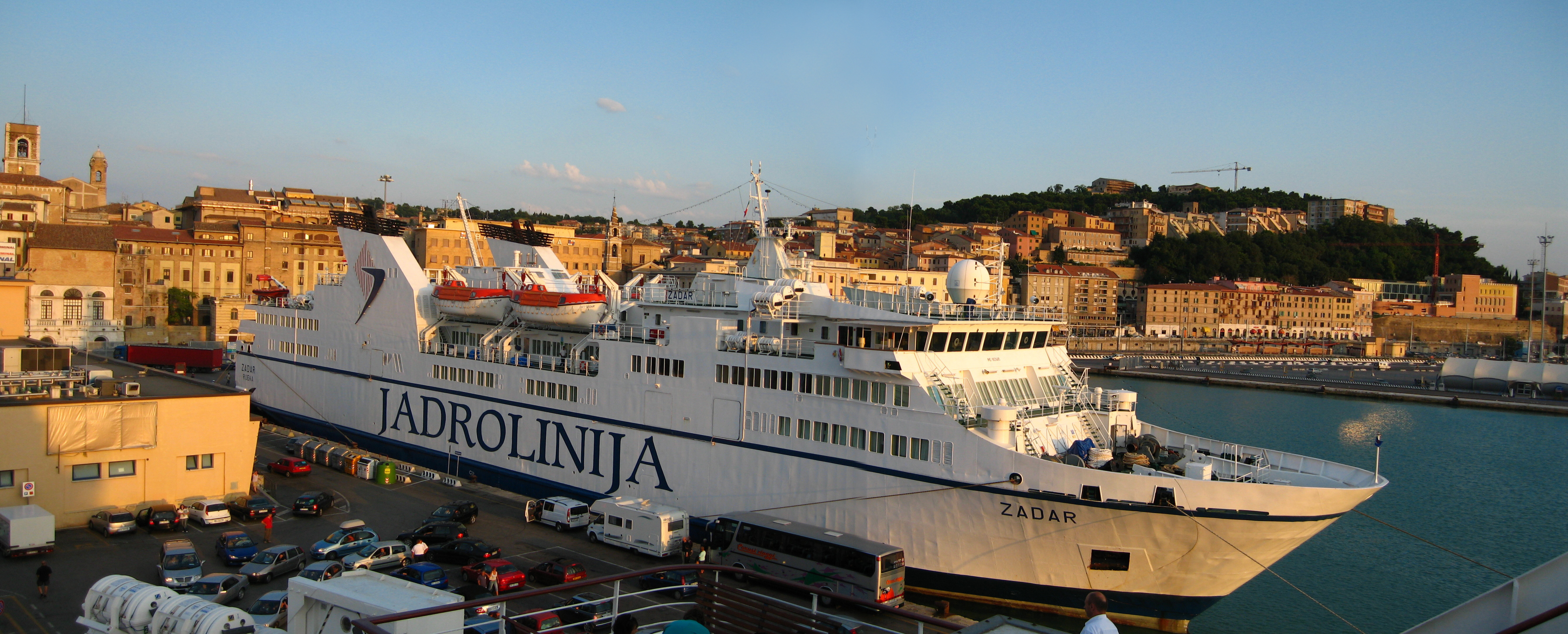
Traghetto Zadar nel porto di Ancona (agosto 2006)

Jadrolinija (dal croato Linea [di navigazione] adriatica) è la più grande e importante compagnia di navigazione croata. Nello specifico, si occupa con l'ausilio di navi-traghetto e catamarani veloci del collegamento tra la terraferma e le moltissime isole croate. Inoltre, gestisce collegamenti internazionali con l'Italia.

## Storia
Jadrolinija nasce il 20 gennaio del 1947 da un'aggregazione di piccole società che operavano lungo la costa e la più importante Adria che era nata nel 1882 per tentare di fornire un'alternativa ungherese al predominio del porto di Trieste, che si trovava nella parte austriaca dell'Impero.

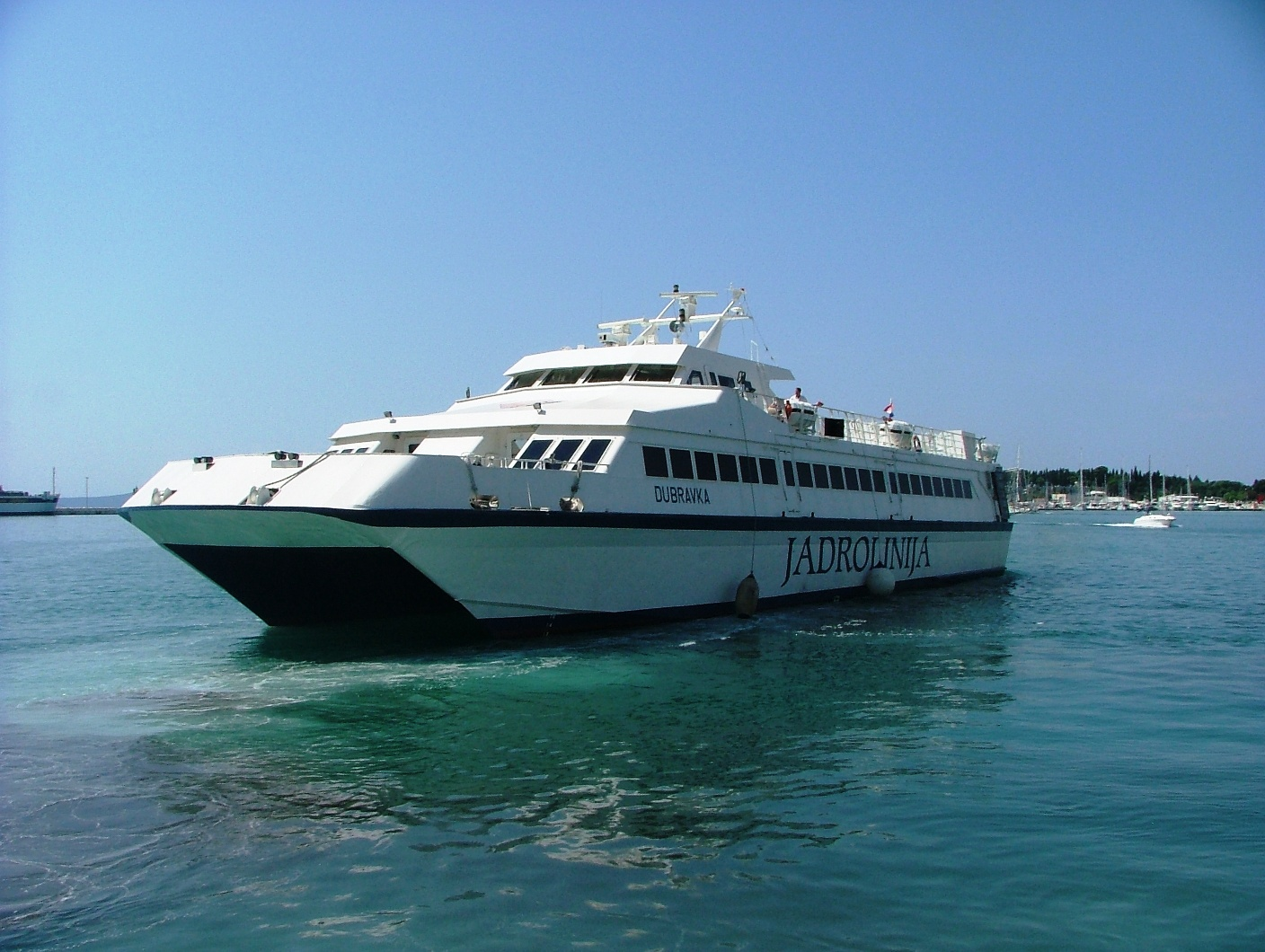
Catamarano a idrogetto nel porto di Spalato (agosto 2006)

Nel 2009 la Jadrolinija ha trasportato 9.572.933 passeggeri e 2.445.994 veicoli sulle proprie imbarcazioni.

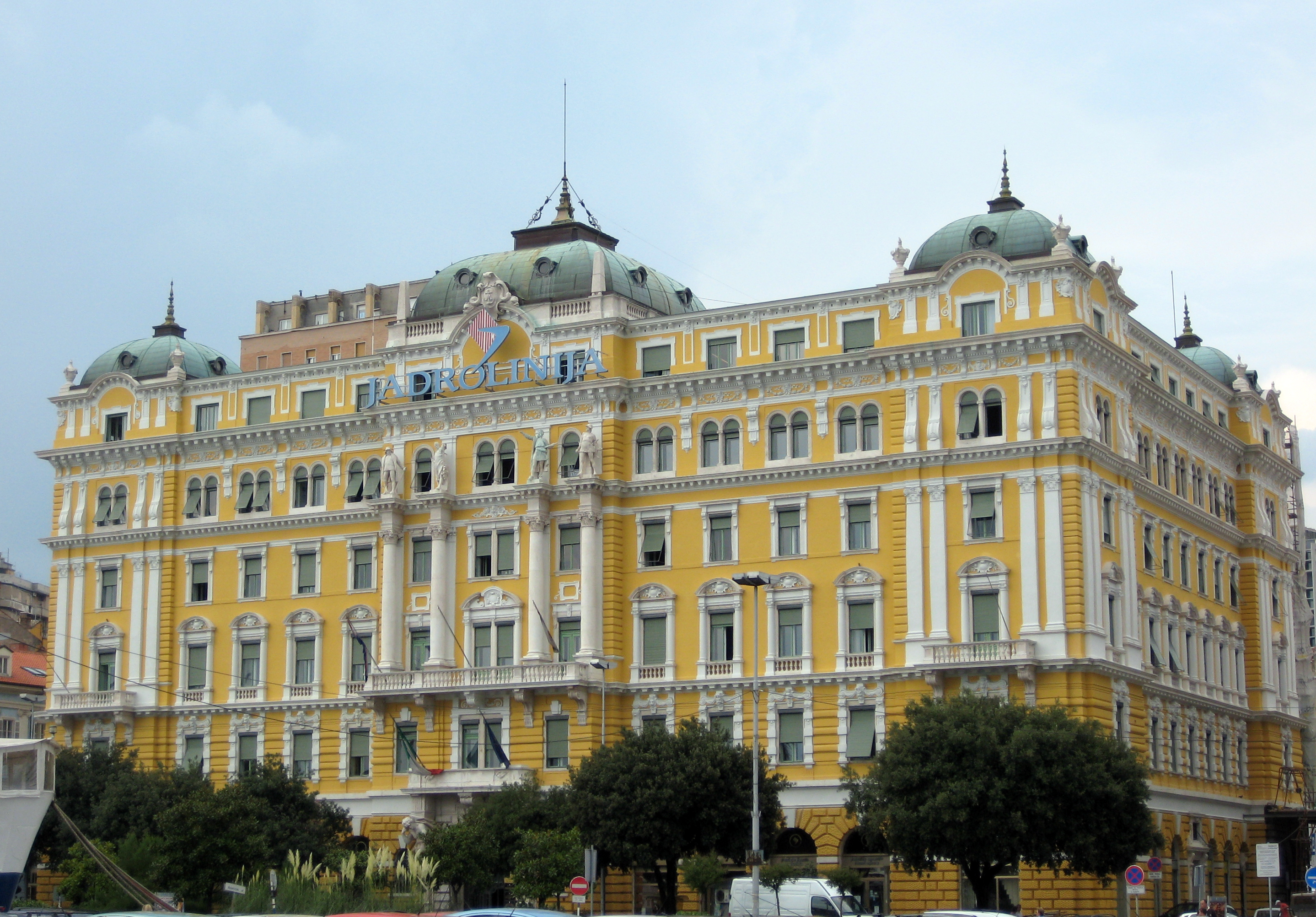
Palazzo Adria a Fiume, già sede della Società anonima di navigazione marittima "Adria", attuale Jadrolinija.

## Le linee
I collegamenti internazionali dall'Italia (e viceversa) sono:
 Croazia
- Ancona ↔ Spalato[2]
- Ancona ↔ Zara
- Ancona ↔ Cittavecchia
- Bari ↔ Ragusa di Dalmazia
- Bari ↔ Spalato

## La flotta
Dispone di una vasta flotta di traghetti, la maggior parte dei quali acquistati usati e spesso di provenienza scandinava.
La flotta della compagnia si compone di 53 navi (50 nel 2011, di cui 5 traghetti in servizio internazionale) per trasporto auto e passeggeri, di 8 catamarani ad idrogetto, 1 idrobus e 5 piccole navi classiche (come l'Pelješčanka) per i collegamenti con le isole più vicine (ad esempio quelle prossime a Sebenico).
Traghetti internazionali
| Nave       | Lunghezza (m) | Veicoli | Passeggeri | Costruzione | Entrata in servizio per Jadrolinija | Immagine |
| ---------- | ------------- | ------- | ---------- | ----------- | ----------------------------------- | -------- |
| Marko Polo | 128,12        | 270     | 1100       | 1973        | 1988                                |          |
| Zadar      | 116           | 280     | 1053       | 1993        | 2004                                |          |
| Dalmacija  | 134,40        | 370     | 1350       | 1993        | 2024                                |          |

Navi veloci
| Nave     | Costruzione | Entrata in servizio per Jadrolinija | Immagine |
| -------- | ----------- | ----------------------------------- | -------- |
| Adriana  | 1990        | 1998                                |          |
| Dubravka | 1991        | 2001                                |          |
| Karolina | 1989        | 2004                                |          |
| Novalja  | 1991        | 2004                                |          |
| Olea     | 1981        | 199?                                |          |
| Silba    | 1990        | 1998                                |          |
| Judita   | 1990        | 2001                                |          |
| Jelena   | 2018        | 2018                                |          |
| Dora     | ?           | ?                                   |          |
| Vida     | ?           | ?                                   |          |
| Kata     | 2019        | 2023                                |          |
| Danica   | 2019        | 2023                                |          |

Traghetti linee locali
| Nave             | Costruzione | Entrata in servizio per Jadrolinija | Immagine |
| ---------------- | ----------- | ----------------------------------- | -------- |
| Petar Hektorović | 1989        | 1999                                |          |
| Brestova         | 1985        | 1999                                |          |
| Sveti Juraj      | 1980        | 1991                                |          |
| Šoltanka         | 1971        | 1971                                |          |
| Vladimir Nazor   | 1986        | 1986                                |          |
| Sis              | 1974        | 1997                                |          |
| Laslovo          | 1997        | 1997                                |          |
| Kijevo           | 1997        | 1997                                |          |
| Ston             | 1997        | 1997                                |          |
| Valun            | 1983        | 1998                                |          |
| Bartol Kašić     | 1989        | 1989                                |          |
| Hanibal Lucić    | 1993        | 1994                                |          |
| Lastovo          | 1969        | 1978                                |          |
| Lošinjanka       | 1969        | 1969                                |          |
| Mate Balota      | 1988        | 1988                                |          |
| Pelješčanka      | 1971        | 1971                                |          |
| Tin Ujević       | 2002        | 2003                                |          |
| Supetar          | 2004        | 2004                                |          |
| Sveti Krševan    | 2004        | 2004                                |          |
| Cres             | 2005        | 2005                                |          |
| Marjan           | 2005        | 2005                                |          |
| Hrvat            | 2007        | 2007                                |          |
| Juraj Dalmatinac | 2007        | 2007                                |          |
| Bol              | 2005        | 2008                                |          |
| Ilovik           | 2006        | 2007                                |          |
| Korčula          | 2007        | 2008                                |          |
| Biokovo          | 2009        | 2009                                |          |
| Jadran           | 2010        | 2010                                |          |
| Kornati          | 1979        | 1996                                |          |
| Brac             | 1979        | 1996                                |          |
| Krk              | 1979        | 1996                                |          |
| Mljet            | 1979        | 1996                                |          |
| Postira          | 1963        | 1963                                |          |
| Premuda          | 1957        | 1957                                |          |
| Ugljan           | 2009        | 2020                                |          |
| Losinj           | 2010        | 2020                                |          |
| Faros            | 2009        | 2020                                |          |
| Oliver           | 1997        | 2023                                |          |

## Flotta del passato
Sono numerose le navi dismesse nel corso degli anni, qui di seguito troviamo un elenco non completo:
| Nome          | Numero IMO | Anni servizio per Jadrolinija | Note                                                                                            |
| ------------- | ---------- | ----------------------------- | ----------------------------------------------------------------------------------------------- |
| Porozina (I)  | 5407980    | 1963-1988                     | Demolito nel 1988                                                                               |
| Slavija I     | 5405542    | 1976-1998                     | Demolito a Febbraio 2010 ad Aliağa (Turchia)                                                    |
| Žigljen       | 8858489    | 1992-2008                     |                                                                                                 |
| Ivan Zajc     | 7035585    | 1993-2009                     |                                                                                                 |
| Istra         | 6525143    | 1981-2010                     | Demolito ad Aliağa nel 2010                                                                     |
| Bozava        | 6601569    | 1993-2010                     | Demolito ad Ottobre 2010 a Chioggia                                                             |
| Vis           | 6518279    | 1976-2011                     | Venduto nel 2011 e successivamente affondato nel 2015 vicino alle coste di Capo Verde           |
| Krčanka       | 7032002    | 1970-2013                     | Convertita a nave d'appoggio per allevamenti ittici                                             |
| Mediteran     | 7705128    | 2003-2014                     | Attuale Mala Serena della compagnia Delminium Travel                                            |
| Liburnija     | 6511350    | 1965-2015                     | Demolito ad Aliağa nel 2015                                                                     |
| Porozina (II) | 7126346    | 1993-2015                     | Demolita nel 2015                                                                               |
| Jazine        | 7713539    | 1978-2015                     | Demolito nel 2015 ad Aliağa (Turchia)                                                           |
| Lubenice      | 8351118    | 1998-2022                     | Demolito nel 2022 ad Aliağa (Turchia)                                                           |
| Prizna        | 8971724    | 1991-2023                     | Attuale Trideseti Avgust della compagnia Morsko Dobro                                           |
| Dubrovnik     | 7615048    | 1996-2023                     | Attuale Akdeniz dell'organizzazione IHH                                                         |
| Tijat         | 5261350    | 1955-2023                     | Acquistato dal governo della Regione di Sebenico e Tenin e trasformata in nave museo a Sebenico |
| Lastovo       | 7010717    | 1978-2025                     | Demolito ad Aliağa nel 2025                                                                     |